# Hermann Hoth
Hermann Hoth, född 12 april 1885 i Neuruppin, död 25 januari 1971 i Goslar, var en tysk generalöverste. Hoth tilldelades Riddarkorset av Järnkorset med eklöv och svärd i september 1943. Vid OKW-processen 1947–1948 dömdes Hoth till 15 års fängelse men frigavs i april 1954.

## Bakgrund
Hoth påbörjade sin militära karriär 1904 i ett infanteriregemente. Han deltog i första världskriget och efter kriget fortsatte hans militära karriär inom infanteriet i Reichswehr. 
Den 1 oktober 1934 utnämndes han till Infanterieführer III och vid omorganiseringen från Reichswehr till Wehrmacht blev han per automatik befälhavare för 18. Infanterie-Division. När XV. Armeekorps sattes upp 1938 blev Hoth dess förste befälhavare. Denna kår bestod av lätta divisioner, vilka hade ett betydande inslag av både pansrade och opansrade fordon. Han ledde kåren i invasionen av Polen 1939 och erhöll där Järnkorset av båda klasserna, samt Riddarkorset den 27 oktober. I slutet av året förflyttades kåren till västfronten och i maj 1940 deltog den i slaget om Frankrike.
Senare samma höst omorganiserades Hoths kårstab till det större förbandet Panzergruppe 3 med Hoth som fortsatt befälhavare. Med Panzergruppe 3 kom Hoth att delta i den tyska invasionen av Sovjetunionen, operation Barbarossa, sommaren 1941. Hoth ledde sina pansarförband i den centrala delen av östfronten. Den 17 juli fick han eklöven till sitt riddarkors, en utmärkelse som delades ut av Adolf Hitler personligen. Hoth nämndes även två gånger i Wehrmachtbericht. 
I oktober 1941 lämnade Hoth Panzergruppe 3 och fick istället befälet över 17. Armee, som befann sig på södra delen av östfronten. Han ledde armén under vinterstriderna 1941/1942. På våren fick han istället befälet över 4. Panzerarmee och ledde den under den tyska sommaroffensiven 1942, Operation Blå. Den 22 november underställdes Hoth även IV. Rumänischen Armeekorps och bildade den tillfälliga Armeegruppe Hoth. Denna armégrupp försökte i december förgäves att undsätta den inringade 6. Armee i Stalingrad. 
På sommaren 1943 ledde Hoth 4. Panzerarmee under slaget om Kursk och de efterföljande defensiva striderna i Ukraina. Den 15 september förlänades han med svärden till sitt riddarkors. Striderna i Ukraina fortsatte och hans pansararmé kunde inte stå emot de sovjetiska anfallen vilket slutligen ledde till att Hoth avskedades i november samma år.
Det dröjde till april 1945 innan Hoth fick en ny tjänst, en relativt obetydlig post som Befehlshaber Saale / Befehlshaber Erzgebirge. Vid krigsslutet hamnade han i amerikansk krigsfångenskap. Han dömdes till 15 års fängelse men frisläpptes 1954. Han bosatte sig i staden Goslar i Niedersachsen där han levde fram till sin död 1971.

## Befäl
- Panzergruppe 3: november 1940 — oktober 1941
- 17. Armee: oktober 1941 — maj 1942
- 4. Panzerarmee: maj 1942 — november 1943

## Befordringar
- Fähnrich – 27 februari 1904
- Leutnant – 27 januari 1905
- Oberleutnant – 19 juni 1912
- Hauptmann – 8 november 1914
- Major – 1 januari 1924
- Oberstleutnant – 1 februari 1929
- Oberst – 1 februari 1932
- Generalmajor – 1 oktober 1934
- Generalleutnant – 1 oktober 1936
- General der Infanterie – 1 november 1938
- Generaloberst – 19 juli 1940

## Utmärkelser

### Första världskriget
- Järnkorset av andra klass – 20 september  1914
- Järnkorset av första klass – 2 augusti 1915
- Ritterkreuz des Königlich Preußischen Hausordens von Hohenzollern –  16 augusti 1918
- Hamburgisches Hanseatenkreuz
- Hederskorset för frontsoldater

### Andra världskriget
- Järnkorset av andra klass – 21 september 19
- Järnkorset av första klass – 27 september 1939
- Riddarkorset – 27 oktober 1939
  - Med eklöven – 17 juli 1941
  - Med svärden – 15 september 1943
- Pansarmärket i silver
- Mikael den tappres orden, klass III – 6 november 1942
- Nämnd i Wehrmachtbericht – 7 augusti 1941 & 19 oktober 1941

## Wehrmachtbericht
7 augusti 1941
 "Am Verlauf dieser gewaltigen Schlacht waren die Armeen des Generalfeldmarschalls von Kluge und der Generalobersten Strauß und Freiherr von Weichs, die Panzergruppen der Generalobersten Guderian und Hoth sowie die Luftwaffenverbände der Generale der Flieger Loerzer und Freiherr von Richthofen ruhmreich beteiligt."

### Internetkällor
- Lexikon der Wehrmacht